# Liparis auriculifera
Liparis auriculifera är en orkidéart som beskrevs av Johannes Jacobus Smith. Liparis auriculifera ingår i släktet gulyxnen, och familjen orkidéer. Inga underarter finns listade i Catalogue of Life.